# Tieme Klompe
Tieme Klompe (Roden, 8 aprile 1976) è un allenatore di calcio ed ex calciatore olandese, di ruolo difensore.